# Hello90
A Hello90 az X Kommunikációs Központ kísérletező, blogszerű projektje, amelyben a 90-es években született fiatalok írnak, fotóznak és filmeznek az őket érdeklő témákról.

## Történet
A Hello90 ötlete 2013 augusztusában született meg az X Kommunikációs Központ Horányban tartott évindító gyűlése során. A cél egy olyan blog megalkotása volt, amelyet különböző háttérrel rendelkező, amatőr fiatalok írnak hasonló korú célcsoportnak. A blog szerzői gárdáját pályázat útján választották ki a 17 és 23 év közötti korosztályból. A 110 jelentkező közül 15 fő került be a stábba, a kiválasztás során törekedve arra, hogy a szerkesztők földrajzilag eltérő környezetből érkezzenek, s más-más érdeklődési körrel rendelkezzenek. A blog 2013. január 14-én kezdte meg működését, a felületet a 444.hu internetes hírportál biztosítja.
A blog induló posztja az úgynevezett nagymagyar szlengtérkép volt, amelyen összegyűjtötték a Kárpát-medence magyar szlengszavait. A blog 2014 augusztusáig működött a 444-en, aztán egy féléves szünet után a blog.hu rendszerében indult újra.

## Stáb
A főszerkesztő Kóbor Andrea, további szerkesztők Bencze Barbara és Balázs Júlia. A szerkesztőgárda további részének kialakítása során fontos szempont volt, hogy különböző szakterületeken (fotózás, filmezés, újságírás) jártas emberek kerüljenek kiválasztásra. 